# دردان کریمانی
دردان کریمانی (انگلیسی: Dardan Karimani؛ زادهٔ ۲۳ نوامبر ۱۹۹۸) بازیکن فوتبال اهل آلبانی است.
از باشگاه‌هایی که در آن بازی کرده‌است می‌توان به باشگاه فوتبال پادربورن و باشگاه فوتبال بروسیا دورتموند اشاره کرد.
وی همچنین در تیم ملی فوتبال Albania U19 بازی کرده‌است.